# As, Limburg
As là một đô thị ở tỉnh Limburg. Tại thời điểm ngày 1 tháng 1 năm 2006, As có tổng dân số 7.497người. Tổng diện tích là 22.07 km² với mật độ dân số 340 người trên mỗi km².
Năm 1971, đô thị này được thành lập trên cơ sở sáp nhập các làng As và Niel-bij-As, cả hai đều nằm bên sông Bosbeek trên cao nguyên Campine giữa các sông Demer và sông Maas.

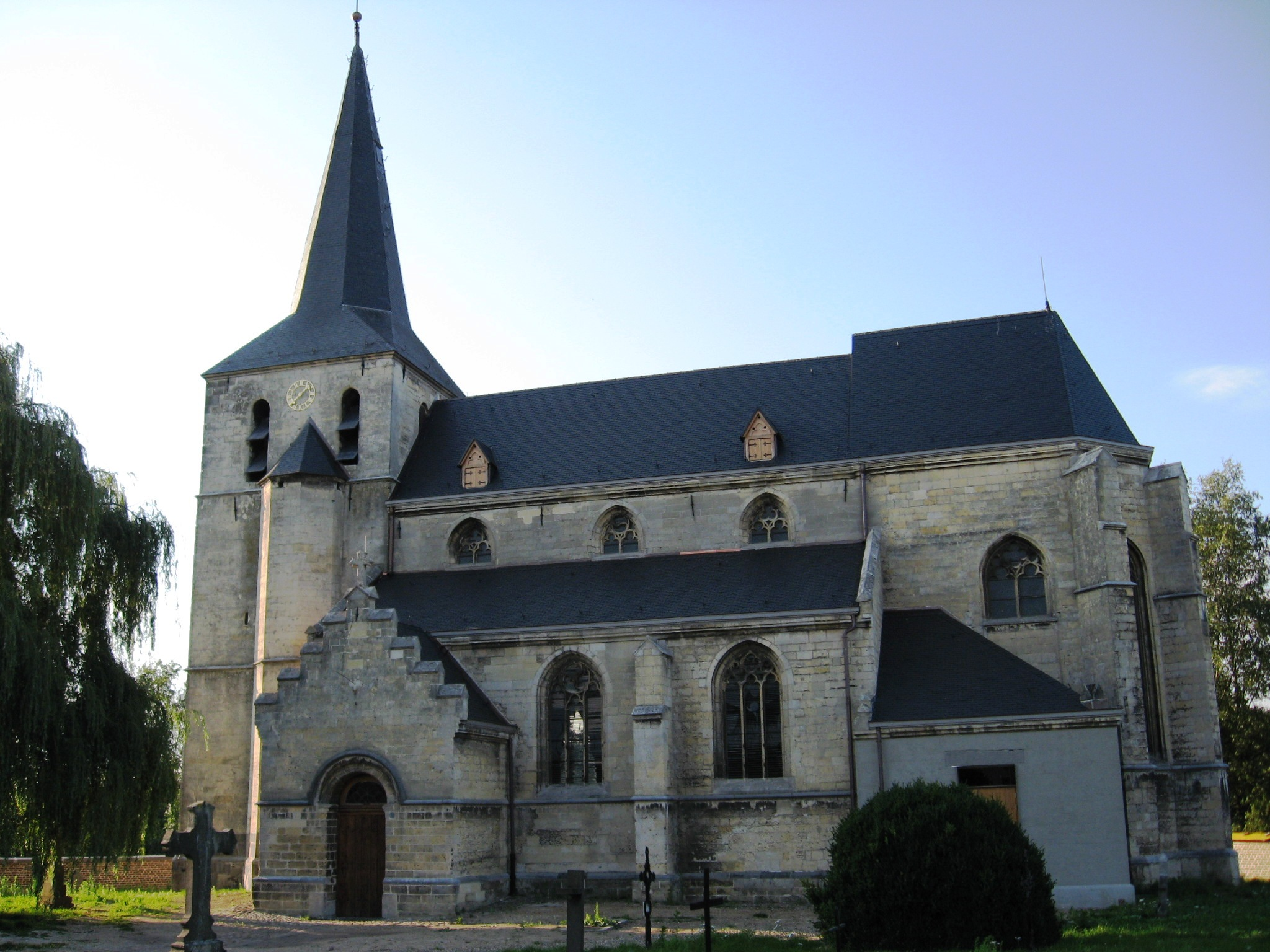
Giáo đường St Aldegonde